# Comté de Leflore
Le comté de Leflore est situé dans l’État du Mississippi, aux États-Unis. Il comptait 28 339 habitants en 2020. Son siège est Greenwood.
Le comté et son chef-lieu sont nommés d'après Greenwood LeFlore, un chef tribal amérindien du Mississippi au XIXe siècle.

## Histoire
Selon les données recueillies par l'Equal Justice Initiative (en), au moins 48 Afro-Américains ont été lynchés dans ce comté entre 1877 et 1950, ce qui en fait le troisième comté américain (ex aequo avec celui de Caddo) avec le plus grand nombre de lynchages  racistes sur cette période derrière ceux de Madison (52 Noirs lynchés) et de Phillips (245 Noirs lynchés, principalement pendant le massacre d'Elaine).
Le 10 juillet 2017, un avion ravitailleur Lockheed KC-130T appartenant à l'aviation de l'US Marine Corps s'écrase dans le comté de Leflore, tuant les 16 personnes à son bord. 

## Comtés limitrophes
|                    | Comté de Tallahatchie | Comté de Grenada |
| Comté de Sunflower | comté de Leflore      | Comté de Carroll |
| Comté de Humphreys |                       | Comté de Holmes  |

## Démographie
Lors du recensement de 2020, le comté comptait une population de 28 339 habitants. 
| Groupes           | Comté de Leflore | Mississippi | États-Unis |
| ----------------- | ---------------- | ----------- | ---------- |
| Blancs            | 21,2             | 56,0        | 61,6       |
| Autres            | 2,9              | 3,1         | 14,7       |
| Afro-Américains   | 73,7             | 36,6        | 12,4       |
| Métis             | 2,1              | 3,7         | 10,2       |
| Amérindiens       | 0,1              | 0,6         | 1,1        |
| Total             | 100              | 100         | 100        |
|                   |                  |             |            |
| Latino-Américains | 3,0              | 3,6         | 18,7       |

## Politique
| Élection | Démocrates | Républicains | Autres  |
| -------- | ---------- | ------------ | ------- |
| 1912     | 91,80 %    | 1,79 %       | 6,41 %  |
| 1916     | 96,82 %    | 3,18 %       | 0,00 %  |
| 1920     | 95,75 %    | 3,85 %       | 0,40 %  |
| 1924     | 89,44 %    | 10,56 %      | 0,14 %  |
| 1928     | 95,48 %    | 4,52 %       |         |
| 1932     | 98,02 %    | 1,77 %       | 0,21 %  |
| 1936     | 98,34 %    | 1,61 %       | 0,05 %  |
| 1940     | 95,59 %    | 4,41 %       | 0,00 %  |
| 1944     | 92,30 %    | 7,70 %       |         |
| 1948     | 4,71 %     | 2,71 %       | 92,58 % |
| 1952     | 43,12 %    | 56,88 %      |         |
| 1956     | 49,30 %    | 24,72 %      | 25,98 % |
| 1960     | 26,11 %    | 28,38 %      | 45,51 % |
| 1964     | 6,37 %     | 93,63 %      |         |
| 1968     | 37,71 %    | 13,01 %      | 49,28 % |
| 1972     | 22,73 %    | 75,58 %      | 1,69 %  |
| 1976     | 48,73 %    | 46,65 %      | 4,62 %  |
| 1980     | 54,83 %    | 42,40 %      | 2,77 %  |
| 1984     | 48,93 %    | 49,63 %      | 1,44 %  |
| 1988     | 46,35 %    | 50,95 %      | 2,70 %  |
| 1992     | 51,00 %    | 42,39 %      | 6,61 %  |
| 1996     | 58,51 %    | 38,04 %      | 3,45 %  |
| 2000     | 56,77 %    | 41,02 %      | 2,21 %  |
| 2004     | 60,71 %    | 37,19 %      | 2,10 %  |
| 2008     | 68,15 %    | 31,38 %      | 0,47 %  |
| 2012     | 71,39 %    | 28,08 %      | 0,53 %  |
| 2016     | 69,90 %    | 28,83 %      | 1,27 %  |
| 2020     | 70,21 %    | 28,72 %      | 1,07 %  |